# Биштрани
Биштрани су насељено мјесто у Босни и Херцеговини у Општини Какањ које административно припада Федерацији Босне и Херцеговине. Према попису становништва из 1991. у насељу је живјело 574 становника.

## Становништво
| Националност       | 1991.        | 1981.        | 1971.        |
| Муслимани          | 339 (59,05%) | 315 (53,11%) | 301 (54,72%) |
| Хрвати             | 229 (39,89%) | 254 (42,83%) | 242 (44,00%) |
| Срби               | 1 (0,17%)    | 2 (0,33%)    | 1 (0,18%)    |
| Југословени        | 3 (0,52%)    | 14 (2,36%)   | 4 (0,72%)    |
| остали и непознато | 2 (0,34%)    | 8 (1,34%)    | 2 (0,36%)    |
| Укупно             | 574          | 593          | 550          |